# Luluwa (rivière)
Pour les articles homonymes, voir Lulua.
La Luluwa (aussi écrit Lulua) est une rivière de la république démocratique du Congo et un affluent de la Kasaï, donc un sous-affluent du Congo. 

## Géographie
Elle coule depuis la province du Lualaba au Katanga, traverse la province du Kasaï-Central pour se jeter dans le Kasaï.